# 小田切言昌
小田切 言昌（おだぎり ときまさ）は、江戸時代中期の武士。徳川氏家臣。

## 経歴・人物
享保14年12月25日（1730年2月12日）15歳で家督を継ぐ。延享2年11月13日（1745年12月5日）徳川家重に拝謁する。延享3年10月29日（1746年12月11日）大番に列し、延享4年9月13日（1747年10月16日）番を辞す。